# Gens Sulpícia
|  | Per a altres significats, vegeu «Gens Sulpícia (desambiguació)». |

La gens Sulpícia va ser una gens romana d'origen patrici, una de les més antigues de Roma Els seus membres van ocupar magistratures al llarg de tota la República. Més tard la família es va convertir voluntàriament plebea. Va ser una de les gens que va produir més personatges notables en el període republicà. El primer que va obtenir el consolat va ser Servi Sulpici Camerí Cornut I (500 aC), nou anys després de l'abolició de la monarquia. El darrer Sulpici que es menciona com a cònsol va ser Sext Sulpici Tertul el 158, en el període imperial. Els seus cognomen principals eren Camerinus, Cornutus, Galba, Quirinus i Saverrio. També van usar els de Platorí, Gal, Llong, Patercle, Pètic, Pretextat i Ruf. Alguns lliberts d'aquestes famílies portaven el nom de Sulpici.
Els principals membres d'aquest família (Sulpici, Sulpicius en llatí) van ser:
- Servi Sulpici Camerí Cornut, cònsol de Roma l'any 500 aC
  - Quint Sulpici Camerí Cornut, cònsol de Roma el 490 aC, fill del precedent
    - Servi Sulpici Camerí Cornut, cònsol de Roma el 461 aC, fill del precedent
      - Quint Sulpici Camerí Cornut, tribú amb poder consolar el 402 aC i el 398 aC, fill del precedent
        - Servi Sulpici Camerí, tribú amb poder consolar el 393 aC, fill del precedent
- Quint Sulpici Camerí Pretextat (Quintus Sulpicius Camerinus Praetextatus), tribú amb potestat consular el 434 aC
- Quint Sulpici Llong, tribú amb poder consolar el 390 aC
  - Gai Sulpici Llong, cònsol els 337, 323 i 314 aC i dictador el 312 aC, net del precedent
- Servi Sulpici Ruf (tribú consolar), tribú militar amb poder consolar tres vegades a la primera part del segle IV aC
- Gai Sulpici Camerí, tribú amb poder consolar el 382 aC
- Gai Sulpici Pètic, tribú amb poder consolar el 380 aC, cònsol el 364, 361, 355, 353 i 351 aC, censor el 366 aC i dictador el 358 aC
- Servi Sulpici Pretextat, tribú amb poder consolar els 377, 376, 370 i 368 aC
- Servi Sulpici Camerí Ruf, cònsol de Roma el 345 aC
- Publi Sulpici Saverrió, cònsol el 304 aC i censor el 299 aC
- Publi Sulpici Saverrió, cònsol el 279 aC
- Gai Sulpici Patercle, cònsol el 258 aC
- Gai Sulpici Gal, cònsol el 243 aC
- Publi Sulpici Servi Galba Màxim, cònsol els 211 i 200 aC, i dictador el 203 aC
- Servi Sulpici Galba, magistrat
- Gai Sulpici Galba, pontífex el 201 aC
- Servi Sulpici Galba, edil curul el 188 aC
- Gai Sulpici Galba, pretor urbà el 171 aC
- Gai Sulpici Gal, cònsol el 166 aC
- Servi Sulpici Servi Galba, cònsol el 144 aC
  - Servi Sulpici Servi Servi Galba, cònsol el 108 aC, fill del precedent
    - Sulpícia, poetessa romana dels temps d'August, filla de l'anterior

  - Gai Sulpici Servi Galba, pontífex, qüestor el 120 aC, un altre fill del cònsol del 144 aC
- Publi Sulpici Ruf (tribú) (Publius Sulpicius Rufus), tribú de la plebs el 88 aC
- Servi Sulpici Lemònia Ruf, cònsol el 51 aC
- Publi Sulpici Ruf (pretor), pretor el 48 aC
- Servi Sulpici Ruf (militar), militar roma
- Publi Sulpici Galba, magistrat romà
- Servi Sulpici Galba, pretor urbà el 54 aC
  - Sulpici Galba, escriptor, fill de l'anterior
    - Gai Sulpici Galba, cònsol el 22, fill del precedent
      - Servi Sulpici Galba, cònsol el 33 i emperador romà del 67 al 68, fill del precedent
- Publi Sulpici Quirí, censor el 42 aC i cònsol sufecte el 36 aC[3]
  - Publi Sulpici Quirí, cònsol el 12 aC[4]
- Quint Sulpici Camerí, cònsol el 9
- Sulpici Ruf, magistrat inferior romà
- Sulpícia (segle I dC), poetessa de finals del segle I
- Sext Sulpici Tertul, cònsol el 158